# Rudi Gering
Rudi Gering (ur. 1917, zm. 1997 albo 1998) – niemiecki skoczek narciarski. Dwukrotny rekordzista świata.
Urodził się w 1917. Był synem Olgi i Maksa Geringów. Zmarł w 1997 albo w 1998 w Bawarii.
7 marca 1941 na skoczni Bloudkova velikanka w Planicy wynikiem 108 metrów, jako pierwszy niemiecki skoczek w historii, ustanowił rekord świata. Podczas tego samego konkursu jego wynik poprawiali następnie jego rodacy – Franz Mait (109 m), Hans Lahr (111 m) i Paul Krauß (112 m). Z kolei w drugiej serii Gering ponownie ustanowił rekord świata, skacząc na odległość 118 metrów. Rezultat ten został poprawiony dopiero w 1948 roku, gdy Szwajcar Fritz Tschannen na tej samej skoczni uzyskał odległość 120 metrów.
27 lutego 1949 wynikiem 100 metrów ustanowił rekord skoczni Paul-Ausserleitner-Schanze w Bischofshofen, będąc pierwszym skoczkiem w historii, który uzyskał na niej odległość co najmniej 100 metrów.
Po II wojnie światowej Gering przeprowadził się do Bawarii i reprezentował RFN. Brał udział w 1. Turnieju Czterech Skoczni, zajmując 24. miejsce w konkursie w Innsbrucku (6 stycznia 1953 roku).
Po tym jak po II wojnie światowej niemieckich skoczków nie dopuszczano do startów w Planicy, Gering, wspólnie z Seppem Weilerem, Heinim Klopferem i Tonim Brutscherem, zainicjował budowę skoczni mamuciej w Oberstdorfie. Aby sfinansować ten projekt Gering między innymi sprzedawał chusty.
Nazwisko Rudiego Geringa często zapisywane jest błędnie jako Gehring.